# 沧州师范学院
沧州师范学院，简称沧州师院，是中华人民共和国的一所全日制本科公办省属师范类高等学校，位于河北省沧州市运河区，并由河北省人民政府主管。

## 历史沿革
学校肇始于1958年成立的天津沧州师范学院；在大跃进结束后，学校转设为沧州师范学校；但进入文化大革命期间，学校停办；1984年，升格为沧州师范专科学校，1991年5月，沧州地区教育学院并入。2001年9月，沧州师范学校、沧州市教师进修学校和沧州农机工程学校并入。2010年3月，中华人民共和国教育部批准沧州师范专科学校升格为本科层次的沧州师范学院。